# アルゴ・ピクチャーズ
アルゴ・ピクチャーズ（Argo Pictures）は映画の製作・配給会社。現在の代表取締役は岡田裕。

## 歴史
1970年代後半からピンク映画や自主映画出身の若手監督が一般の劇場映画を撮るケースが増え、それぞれが新しい映画を提示し、それは1982年に若手監督の集団としての独立プロダクション「ディレクターズ・カンパニー」（ディレカン）として結実した。しかし当初から不安視された映画監督だけを集めただけでは映画は出来ないのでは、と映画プロデューサー不在の問題が表面化したタイミングで、今度はプロデューサーを集めた映画製作集団として1989年、閉塞状況にあった日本映画業界に風穴を開けるべく「アルゴ・プロジェクト」が設立された。設立の音頭を執ったのは1980年代の日本映画の土壌を作った人物の一人である佐々木史朗ATG社長。佐々木は映画プロデューサーについて「作品の総スタッフの頂点たる監督とキャッチボールをする相手。スタッフの一人であり、また作品の第一番目の観客である」と映画監督と映画プロデューサーは対等の立場であると力説した。佐々木を含む6人は仲が良かったが、それぞれ独立プロダクションを率いる一国一城の主で、お互いにライバル同士で、連携して映画を作るのは難しいのでは、ディレカンの二の舞になるのでは不安視する声もあった。1990年2月14日に正式に法人化された。メンバーは以下のとおりであった。
- 伊地智啓（キティ・フィルム）[1]
- 岡田裕（ニュー・センチュリー・プロデューサーズ）[1]
- 佐々木史朗（シネマハウト）[1]
- 増田久雄（プルミエ・インターナショナル）[1]
- 山田耕大（メリエス）[1]
- 宮坂進（ディレクターズ・カンパニー）[1]

一本の製作費は1億5000万円と、有名な"ATG1000万円映画"に比べればかなりいい額。ディレカンと違うところは、製作・配給・興行を自分たちで一貫して手がけることで、「大手映画会社の意向に左右されない」真の自分たちの映画を世に送り出そうとするシステムだった。このシステムの実現のため、東京と大阪に専用上映館「シネマアルゴ新宿」「シネマアルゴ梅田」が開館された。
設立当初からサントリーが製作パートナーとなり、法人の資本金の半分はサントリーが出資した。製作体制は、日本テレビがテレビ放映権、ビデオ化権を「ビデオチャンプ」（サントリー・TBSブリタニカ・読売広告社の出資によるビデオソフト製作会社）が持つことで、作品毎の製作費の一部を確保し、残りの製作費をサントリーと各プロデューサーが折半するという形態だった。
いとうせいこう原作のSF『ノーライフキング』、各種映画賞を受賞した『櫻の園』、三谷幸喜の名を世に知らしめた『12人の優しい日本人』、石井隆の一般映画第1作となる『死んでもいい』など、ユニークな作品を次々と発表した他、多賀が設立に関与していたことから、キティ・フィルム製作のテレビアニメの劇場版を配給していたこともあった。しかし、興行的には厳しいものが多く、やがて法人としての赤字が重なり、専用上映館も閉館に追い込まれた。
1993年に「アルゴ・ピクチャーズ」と改名し、現在の形態になった。現在は「企画の開発・製作」「配給委託」が主な業務となっている。

## 制作・配給作品一覧

### 劇場映画
- レディ!レディ Ready! Lady（1989）
- ノーライフキング（1989）
- マリアの胃袋（1990）
- 良いおっぱい悪いおっぱい（1990）
- 櫻の園（1990）
- うる星やつら いつだってマイ・ダーリン/らんま1/2 中国寝崑崙大決戦! 掟やぶりの激闘篇!!（1991）
- 12人の優しい日本人（1991）
- 遊びの時間は終らない（1991）
- 渋滞（1991）
- ありふれた愛に関する調査（1991）
- 喪の仕事（1991）
- ザ・中学教師（1991）
- ナンミン・ロード（1992）
- 死んでもいい（1992）
- YAWARA! それゆけ腰ぬけキッズ!!/らんま1/2 決戦桃幻郷! 花嫁を奪りもどせ!!（1992）
- ヌードの夜（1993）
- 800 Two Lap Runners（1994）
- 天使のはらわた 赤い閃光（1994）
- 夜がまた来る（1994）
- トカレフ（1994）
- 福耳（2003）
- 犬と歩けば（2004）
- 透光の樹（2004）
- たとえ世界が終わっても（2007）
- 靖国 YASUKUNI（2008）
- ポチの告白（2009）
- 女の穴（2014）
- ベトナムの風に吹かれて（2015）
- 草原に黄色い花を見つける(2017)

### テレビ
- 私を信じて！（テレビ朝日「土曜ワイド劇場」）
- 深夜高速バス（日本テレビ「火曜サスペンス劇場」）